# 方逢時
方逢時（1522年—1596年），字兆行，一字行之，號金湖，湖廣嘉魚縣（今湖北）人，明朝政治、军事人物。同进士出身。

## 生平
嘉靖十九年（1540年）庚子科湖广乡试第三十七名举人，嘉靖二十年（1541年）聯登辛丑科会试第一百九十九名，三甲三十一名進士。嘉靖二十一年（1542年）授直隸常州府宜興縣知縣。历改寧津、曲周，擢戶部主事，歷升工部郎中，遷寧國府知府。廣東、江西盜起，朝廷擢逢時为廣東兵備副使，與參將俞大猷镇压。
隆慶初年（1567年）改宣府口北道，加右參政。不久，擢右僉都御史，巡撫遼東。四年正月移大同巡撫。与俺答斗智，俺答遣使定約，方逢時以功進兵部右侍郎兼右僉都御史。旋即因丁憂歸里。萬曆初年（1573年）起故官，總督宣、大、山西軍務，與王崇古共決大計，首尾共濟，邊境安定。累進兵部尚書兼右副都御史，仍任總督，加太子少保。不久，代崇古為尚書，署吏部事，加太子太保。以平兩廣之功，進少保。多次上疏请求致仕，得賜御書「盡忠」字歸里。萬曆二十四年（1596年）卒。

## 家族
曾祖方孟锭，壽官。祖父方宠。父方亨。母孔氏。具庆下。弟逢源、逢吉、逢寅。少保方逢时继妻余氏，嘉鱼人。随夫京邸，荘皇后闻其贤，召进内殿，赐采桑服、金剪桑筐各一，氏拜命益恭，因谓逢时曰：上眷遇极矣。古大臣知止足而戒盈满，盍乘时引去，保有完名乎！逢时改容谢，遂乞骸骨。

## 延伸阅读
[在维基数据编辑]
 《明史卷二百二十二》，出自《明史》

| 官衔          | 官衔                                                | 官衔          |
| ------------- | --------------------------------------------------- | ------------- |
| 前任： 馮惟訥 | 南直隶常州府宜興縣知縣 嘉靖二十一年（1542年）       | 繼任： 王鈴   |
| 前任： 朱大器 | 明朝寧國府知府 嘉靖三十九年－四十一年 1560年-1562年 | 繼任： 羅汝芳 |
| 前任： 張瀚   | 明朝吏部尚書（署） 1577年                           | 繼任： 王國光 |
| 前任： 王崇古 | 明朝兵部尚書 1577年-1581年                          | 繼任： 梁夢龍 |